# Breutelia tenuifolia
Breutelia tenuifolia är en bladmossart som beskrevs av Jean Édouard Gabriel Narcisse Paris 1900. Breutelia tenuifolia ingår i släktet gullhårsmossor, och familjen Bartramiaceae. Inga underarter finns listade i Catalogue of Life.